# Riitsilla
Riitsilla – wieś w Estonii, w prowincji Võru, w gminie Rõuge.